# Tổng Bí thư Đảng Lao động Triều Tiên
Tổng Bí thư Đảng Lao động Triều Tiên (조선로동당 총비서) là lãnh đạo tối cao của Đảng Lao động Triều Tiên hiện tại đang cầm quyền tại Cộng hòa Dân chủ Nhân dân Triều Tiên. Từ năm 1946 đến 1966 được gọi là Chủ tịch Ủy ban Trung ương. Từ năm 1966, tại Đại hội Đại biểu toàn quốc Đảng Lao động Triều Tiên lần thứ 2 đã quyết định đổi tên thành Tổng Bí thư Ủy ban Trung ương Đảng Lao động Triều Tiên. Sau khi Kim Nhật Thành qua đời, Kim Jong-Il kế nhiệm. Do không được bầu cử thông qua Đại hội Đảng nên chức danh được gọi bằng Tổng bí thư Đảng. Sau Đại hội Đại biểu toàn quốc Đảng Lao động Triều Tiên lần thứ 3 (2010) đã bầu Kim Jong-Il làm Tổng bí thư chính thức.
Sau khi Kim Jong-Il qua đời, Đảng Lao động Triều Tiên quyết định bãi bỏ chức danh Tổng Bí thư và truy phong cho Kim Jong-Il làm Tổng bí thư vĩnh viễn. Ông Kim Jong-Un được bầu làm Bí thư thứ nhất Đảng Lao động Triều Tiên (4/2012).
Tại Đại hội Đại biểu toàn quốc Đảng Lao động Triều Tiên lần thứ VII (5/2016), Kim Jong-un được bầu làm Chủ tịch Đảng Lao động Triều Tiên, chức vụ Bí thư thứ nhất bị xóa bỏ. 5 năm sau, tại kỳ Đại hội Đại biểu toàn quốc Đảng Lao động Triều Tiên lần thứ VIII diễn ra vào tháng 1/2021, chức vụ Tổng Bí thư được khôi phục thay thế cho Chủ tịch Đảng, cũng như Ban Bí thư thay thế cho Hội đồng Chính trị Tối cao. Kim Jong-un tiếp tục tái đắc cử vào vị trí này.

## Lãnh đạo qua các thời kỳ
| Tên (Năm sinh–Năm mất)                               | Ảnh                                    | Từ                                     | Đến                                    |
| Chủ tịch Ủy ban Trung ương (1946–1966)               | Chủ tịch Ủy ban Trung ương (1946–1966) | Chủ tịch Ủy ban Trung ương (1946–1966) | Chủ tịch Ủy ban Trung ương (1946–1966) |
| ---------------------------------------------------- | -------------------------------------- | -------------------------------------- | -------------------------------------- |
| Kim Tu-bong (1886–1957?)                             |                                        | 28 tháng 8 năm 1946                    | 30 tháng 6 năm 1949                    |
| Kim Il-sung (1912–1994)                              |                                        | 30 tháng 6 năm 1949                    | 11 tháng 10 năm 1966                   |
| Tổng Bí thư Ủy ban Trung ương (1966–1994)            |                                        |                                        |                                        |
| Kim Il-sung (1912–1994)                              |                                        | 11 tháng 10 năm 1966                   | 8 tháng 7 năm 1994                     |
| Tổng Bí thư Đảng Lao động Triều Tiên (1997–2011)     |                                        |                                        |                                        |
| Kim Jong-il (1941/1942–2011)                         |                                        | 8 tháng 10 năm 1997                    | 17 tháng 12 năm 2011                   |
| Bí thư thứ nhất Đảng Lao động Triều Tiên (2012–2016) |                                        |                                        |                                        |
| Kim Jong-un (Sinh năm 1982)                          |                                        | 11 tháng 4 năm 2012                    | 9 tháng 5 năm 2016                     |
| Chủ tịch Đảng Lao động Triều Tiên (2016–2021)        |                                        |                                        |                                        |
| Kim Jong-un (Sinh năm 1982)                          |                                        | 9 tháng 5 năm 2016                     | 11 tháng 1 năm 2021                    |
| Tổng Bí thư Đảng Lao động Triều Tiên (2021–nay)      |                                        |                                        |                                        |
| Kim Jong-un (Sinh năm 1982)                          |                                        | 11 tháng 1 năm 2021                    | nay                                    |